# 로열 리그
로열 리그(Royal League)는 2000년대에 세 차례 열렸던 스칸디나비아 지역의 축구 대회로, 덴마크, 스웨덴, 노르웨이의 세 스칸디나비아 군주국의 각 소속 리그 팀들이 참가했다. 노르웨이와 스웨덴 정규 리그의 시즌이 종료된 후 시작되었으며, 덴마크 리그는 시즌 중반에 대회가 시작되었다. 덴마크, 노르웨이, 스웨덴 각국 리그에서 상위 네 팀이 대회에 참가했다.
2007–08 시즌은 재정적인 이유로 대회가 취소되었다.

## 역사
클럽 축구 겨울 대회의 구상은 2003년 10월 스웨덴 일간지 《다겐스 뉘헤테르》와 《엑스프레센》을 통해 처음 보도되었다. 이 개념은 이듬해 4월 코펜하겐, 오슬로, 스톡홀름 등 각국 수도에서 열린 기자회견을 통해 공식 발표되었다.
2004–05 시즌 로열 리그에서는 참가한 12개 팀이 세 개 조로 나뉘었다. 각국 리그 상위 두 팀은 같은 조에 배정되었고, 나머지 두 팀은 다른 조에 배정되었다. 각 조에서는 홈 앤드 어웨이 방식으로 다른 세 팀과 경기를 치렀다. 각 조 상위 두 팀은 무작위로 두 개의 새로운 조에 배정되었고, 새로운 조에서도 홈 앤드 어웨이로 경기를 진행했다. 2005년 5월 26일 열린 첫 결승전에서는 스웨덴의 IFK 예테보리와 덴마크의 FC 코펜하겐이 맞붙었으며 승부차기 끝에 FC 코펜하겐이 초대 챔피언이 되었다.
대회 두 번째 시즌에서는 12개 팀이 세 개의 예선 조로 나뉘었다. 각 조 상위 두 팀과 세 번째 팀 중 성적이 좋은 두 팀이 8강전에 진출했다. 이후 대회는 토너먼트 방식으로 진행되었으며, 8강과 4강전은 홈 앤드 어웨이로 치러졌고, 결승전은 단판 승부로 우승팀을 결정했다. 2006년 4월 6일 열린 결승전에서는 덴마크의 FC 코펜하겐과 노르웨이의 릴레스트룀 SK가 맞붙었고, FC 코펜하겐은 라자크 핌퐁이 경기 막판에 넣은 골로 1–0 승리를 거두며 두 번째 우승을 차지했다.
2006–07 시즌 로열 리그에서는 이전 시즌과 동일하게 조별 리그 후 토너먼트 방식이 유지되었다. 하지만 이전 시즌과 달리 토너먼트 단계는 단판 승부로 진행되었고, 조별 리그에서 더 좋은 성적을 거둔 팀이 홈 경기권을 가졌다. 2007년 3월 15일 열린 결승전에서는 덴마크의 브뢴뷔 IF와 FC 코펜하겐이 맞붙었으며, 브뢴뷔가 마르틴 에릭손의 페널티킥 골로 1–0 승리를 거두며 우승했다.
로열 리그는 대회 기간 내내 많은 비판을 받았다. 팀들이 최정예 선수를 내보내지 않는 경우가 많아 흥미를 잃게 했다는 지적이 있었다. 상금 증액이나 UEFA 챔피언스리그 직행 티켓 부여 등이 관심을 끌 방안으로 제시되었다.
2007–08 시즌은 재정적 이유로 취소되었지만, 이사회를 중심으로 2008–09 시즌에 대회를 부활시킬 계획이었다. 그러나 2008년 10월 11일, 대회의 중계권 판매가 실패하면서 2008–09 시즌도 열리지 않는다고 발표되었다.
2010년에는 ‘로열 컵(Royal Cup)’이라는 이름으로 대회를 개최하려는 계획도 있었다.

## 결승전
| 시즌즌  | 우승팀      | 국가   | 점수             | 준우승팀      | 국가     | 경기장                  | 관중   | 날짜            |
| ------- | ----------- | ------ | ---------------- | ------------- | -------- | ----------------------- | ------ | --------------- |
| 2004–05 | FC 코펜하겐 | 덴마크 | 1–1, (11–10 pen) | IFK 예테보리  | 스웨덴   | 울레비, 예테보리        | 10,216 | 2005년 5월 26일 |
| 2005–06 | FC 코펜하겐 | 덴마크 | 1–0              | 릴레스트룀 SK | 노르웨이 | 파르켄, 코펜하겐        | 13,617 | 2006년 4월 6일  |
| 2006–07 | 브뢴뷔 IF   | 덴마크 | 1–0              | FC 코펜하겐   | 덴마크   | 브뢴뷔 스타디온, 브뢴뷔 | 17,914 | 2007년 3월 15일 |

## 국가별 통산 성적
| 국가     | 우승 | 준우승 |
| -------- | ---- | ------ |
| 덴마크   | 3    | 1      |
| 노르웨이 | 0    | 1      |
| 스웨덴   | 0    | 1      |

## 같이 보기
- 알스벤스칸
- 덴마크 수페르리가
- 티펠리가엔
- 노르딕 축구 선수권 대회
- 발틱 리그
- 노르딕 컵